# Mangkunegara IX

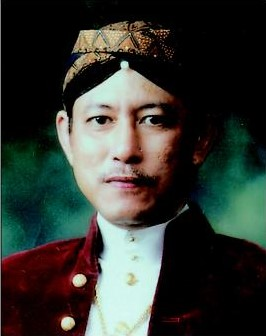
Mangkoenegara IX

Mangkunegara IX (Surakarta, 18 augustus 1951 – Jakarta, 13 augustus 2021) was de negende vorst van Mangkunegaran, een van de vorstenlanden op Java. De heerser die voluit "Kanjeng Gusti Pangeran Adipati Arya Mangku Negara" heette oefende geen macht meer uit maar zijn kraton was nog steeds een middelpunt van Javaanse tradities en kunst.
Mangkunegara IX volgde Mangkunegara VIII op 3 september 1987 op.